# Katie Ormerod
Katie Ormerod (ur. 25 sierpnia 1997) – brytyjska snowboardzistka, specjalizująca się w konkurencjach Big Air i slopestyle.

## Kariera
W zawodach Pucharu Świata zadebiutowała 11 stycznia 2013 roku w Park City, gdzie zajęła 21. miejsce w slopestyle'u. W 2014 roku wystąpiła na mistrzostwach świata juniorów w Valmalenco, zdobywając brązowy medal w tej samej konkurencji. Na podium zawodów pucharowych po raz pierwszy stanęła 13 lutego 2016 roku w Quebecu, kończąc rywalizację w big air na drugiej pozycji. W zawodach tych rozdzieliła Jamie Anderson z USA i Queralt Castellet z Hiszpanii. Najlepsze wyniki w Pucharze Świata osiągnęła w sezonie 2019/2020, kiedy to zajęła drugie miejsce w klasyfikacji generalnej AFU oraz zdobyła Małą Kryształową kulę za zwycięstwo w klasyfikacji slopestyle'u. Ponadto w sezonie 2016/2017 zajęła drugie miejsce w klasyfikacji big air (w klasyfikacji AFU była czwarta). W 2013 roku zajęła dziesiąte miejsce w slopestyle'u na mistrzostwach świata w Stoneham.
W trakcie przygotowań olimpijskich do igrzysk w Pjongczangu doznała upadku, wskutek którego złamała kość piętową. Podczas rekonwalescencji przeszła sześć operacji. Do rywalizacji sportowej powróciła w 2019 roku. Do tej pory nie startowała na igrzyskach olimpijskich.

## Osiągnięcia

### Mistrzostwa świata
| Miejsce | Dzień       | Rok  | Miejscowość | Konkurencja | Zwyciężczyni         |
| ------- | ----------- | ---- | ----------- | ----------- | -------------------- |
| 10.     | 18 stycznia | 2013 | Stoneham    | Slopestyle  | Spencer O'Brien      |
| 11.     | 12 marca    | 2021 | Aspen       | Slopestyle  | Zoi Sadowski-Synnott |
| 12.     | 16 marca    | 2021 | Aspen       | Big air     | Laurie Blouin        |

### Puchar Świata

#### Miejsca w klasyfikacji generalnej AFU
- sezon 2012/2013: 88.
- sezon 2013/2014: 85.
- sezon 2015/2016: 3.
- sezon 2016/2017: 4.
- sezon 2017/2018: 20.
- sezon 2018/2019: –
- sezon 2019/2020: 2.
- sezon 2020/2021: 18.
- sezon 2021/2022: 10.

#### Miejsca na podium w zawodach
1. Québec – 13 lutego 2016 (Big Air) - 2. miejsce
2. Szpindlerowy Młyn – 20 marca 2016 (slopestyle) - 2. miejsce
3. Alpensia – 26 listopada 2016 (Big Air) - 3. miejsce
4. Mönchengladbach – 3 grudnia 2016 (Big Air) - 2. miejsce
5. Moskwa – 7 stycznia 2017 (Big Air) - 1. miejsce
6. Mediolan – 11 listopada 2017 (Big Air) - 2. miejsce
7. Cardrona – 23 sierpnia 2019 (Big Air) - 2. miejsce
8. Laax – 15 stycznia 2020 (slopestyle) - 3. miejsce
9. Seiser Alm – 23 stycznia 2020 (slopestyle) - 2. miejsce
10. Mammoth Mountain – 1 lutego 2020 (slopestyle) - 3. miejsce
11. Calgary – 16 lutego 2020 (slopestyle) - 3. miejsce